# Jakob Oftebro
Jakob Hoff Oftebro (Oslo, 12 gennaio 1986) è un attore norvegese.
Ha recitato in più di venti film, tra i quali spicca Kon-Tiki, che ha ricevuto una nomination agli Oscar 2013 come miglior film straniero.

## Biografia
Jakob Oftebro è nato a Oslo il 12 gennaio 1986, figlio di Nils Ole Oftebro e Kaja Korsvold. Ha un fratellastro, Jonas Hoff, anch'egli attore.
Ha esordito come attore nel 2004 recitando nel film Bare Bea.
Nel 2014 ha recitato nella miniserie televisiva di guerra 1864. La serie ha fatto notizia in Scandinavia grazie al suo budget enorme, uno dei più grandi nella storia della televisione danese.

## Filmografia

### Cinema
- Bare Bea, regia di Petter Næss (2004)
- Max Manus, regia di Joachim Rønning ed Espen Sandberg (2008)
- Varg Veum - Svarte får, regia di Stephan Apelgren (2011)
- Kon-Tiki, regia di Joachim Rønning ed Espen Sandberg (2012)
- Alla ricerca della stella del Natale (Reisen til julestjernen), regia di Nils Gaup (2012)
- Victoria, regia di Torun Lian (2013)
- Omicidi tra i fiordi - Il bambino segreto (Tyskungen), regia di Per Hanefjord (2013)
- Tarok, regia di Anne-Grethe Bjarup Riis (2013)
- Lev stærkt, regia di Christian E. Christiansen (2014)
- In ordine di sparizione (Kraftidioten), regia di Hans Petter Moland (2014)
- Når dyrene drømmer, regia di Jonas Alexander Arnby (2014)
- La figlia della sciamana (Skammerens datter), regia di Kenneth Kainz (2015)
- Gold Coast - Viaggio verso il nuovo mondo (Guldkysten), regia di Daniel Dencik (2015)
- Så ock på jorden, regia di Kay Pollak (2015)
- Satisfaction 1720 (Tordenskjold & Kold), regia di Henrik Ruben Genz (2016)
- The Last King (Birkebeinerne), regia di Nils Gaup (2016)
- Conspiracy of Faith - Il messaggio nella bottiglia (Flaskepost fra P), regia di Hans Petter Moland (2016)
- Tom of Finland, regia di Dome Karukoski (2017)
- Mesteren, regia di Charlotte Sieling (2017)
- Verdwijnen, regia di Boudewijn Koole (2017)
- Mother's Ghost, regia di Johan Knattrup Jensen - cortometraggio (2017)
- L'uomo di neve (The Snowman), regia di Tomas Alfredson (2017)
- Don't Tell Me About Your Dreams, regia di Sune Lykke Albinus - cortometraggio (2017)
- La figlia della sciamana II - Il dono del serpente (Skammerens datter II: Slangens gave), regia di Ask Hasselbalch (2019)
- Krudttønden, regia di Ole Christian Madsen (2020)
- Den største forbrytelsen, regia di Eirik Svensson (2020)
- Margherita - Regina del Nord (Margrete den første), regia di Charlotte Sieling (2021)
- Granchio nero (Svart krabba), regia di Adam Berg (2022)

### Televisione
- Skolen – serie TV, 15 episodi (2004-2005)
- Hvaler – serie TV, 6 episodi (2010)
- Dag – serie TV, 1 episodio (2011)
- Erobreren – miniserie TV (2012)
- The Bridge: La serie originale (Bron/Broen) – serie TV, 3 episodi (2013)
- Neste Sommer – serie TV, 1 episodio (2014)
- Lilyhammer – serie TV, 6 episodi (2013-2014)
- 1864, regia di Ole Bornedal – miniserie TV (2014)
- Hæsjtægg – serie TV (2015)
- Unge lovende – serie TV, 8 episodi (2015-2017)
- Gidseltagningen – serie TV, 8 episodi (2017)
- Monster – serie TV, 7 episodi (2017)
- Rig 45 – serie TV, 6 episodi (2018)
- Warrior - La guerra in casa (Kriger), regia di Christoffer Boe – miniserie TV (2018)
- Norsemen – serie TV, 6 episodi (2020)
- Hamilton – serie TV, 9 episodi (2020)
- Lettera al re (The Letter for the King), regia di Felix Thompson, Alex Holmes, Charles Martin – miniserie TV (2020)

## Doppiatore
- Solan og Ludvig - Jul i Flåklypa, regia di Rasmus A. Sivertsen (2013)
- Solan og Ludvig: Herfra til Flåklypa, regia di Rasmus A. Sivertsen (2015)
- Sebastian e l'Isola misteriosa (Den utrolige historie om den kæmpestore pære), regia di Amalie Næsby Fick, Jørgen Lerdam e Philip Einstein Lipski (2017)

## Riconoscimenti
- 2014 – Festival internazionale del cinema di Berlino
  - EFP Shooting Star
- 2015 – Danish Film Awards
  - Nomination Miglior attore non protagonista – Serie TV per 1864
- 2015 – Zulu Awards
  - Nomination Miglior attore per Lev stærkt
- 2018 – Danish Film Awards
  - Miglior attore non protagonista per Mesteren

## Doppiatori italiani
- Marco Vivio in In ordine di sparizione, L'uomo di neve
- Davide Perino in La figlia della sciamana
- Stefano Valli in The Last King Birkebeinerne
- Luca Mannocci in Warrior - La guerra in casa